# Thor-Erics
Thor-Erics var ett dansband i Hyssna i Västergötland i Sverige. Bandet bildades 1963 av Janeric Levin och Thore Olofsson. Sista spelningen gjordes den 27 december 1999. Bandet spelade in totalt 16 LP-album, ett 50-tal vinylsinglar och ett fullängds-CD-album. Man medverkade flera gånger i TV i Sverige och Norge. Nick Borgen sjöng med bandet från 1975 till 1983.

## Medlemmar
- Nick Borgen - sång, gitarr, trumpet
- Thore Olofsson - sång, gitarr, saxofon
- Janeric Levin - gitarr, mandolin
- Lasse Högberg - piano, orgel, sång, mellotron, moog, melodica, dragspel
- Helge Johansson - bas, sång
- Sören Salomonsson - trummor

Övriga medlemmar genom åren:
Ingolf Johnsson, bas, Conny Gustafsson, trummor,
Lasse Öberg - trummor, Martin Sandberg - trummor, sång,
Peter Öhlund - trummor, Peter Strandberg - trummor,
Niclas Olén - sång, keyboard, gitarr, Kjell-Åke Norén - keyboard, gitarr, sång,
Stefan Brunzell - keyboard, gitarr, sång, Göran Persson, keyboard, sång,
Elisabeth Engdahl - keyboard, Pelle Larsson - sång, gitarr, dragspel, saxofon,
Leif Landqvist - sång, gitarr, Kent Jonasson - gitarr, dragspel, sång,
Lena Petersson - sång, Towe Jaarnek - sång,
Karin Gren - sång, Katrin Sundsten - sång,

## Diskografi

### Album
- Sju trivsamma kvällar med Thor-Erics - 1967
- Försök att vara lite vänlig - 1971
- Vårt strå till stacken - 1972
- En tidig sönda' morron - 1973
- Vi ses igen - 1974
- På jakt efter dig - 1976
- Blue Jeans Baby - 1976
- Resa med Solen - 1977
- Kärleken är ingen lek min vän - 1978
- Thor-Erics bästa. 2 - 1979
- Med lite tur - 1980
- Gi meg en dag i morgen - 1980 (album av Nick Borgen där Thor Erics medverkar)
- Än en gång - 1981
- We Wanna be Free - 1983
- Sommarens sista ros - 1987
- Thor Erics - 1996

### Singlar
- Anna-Bella/Alla minnen blott - 1965
- Sju ensamma kvällar/Ann-Maria - 1966
- En liten amulett/Att finna lyckan/Inga-Lena/Hej, hej, hej - 1966
- En liten amulett/Att finna lyckan - 1967
- Fru Karlsson/Ingen förstår - 1967
- Jag har väntat så länge på dig/Tankelek - 1967
- Alltid ensam/Där jag lekte som barn - 1968
- Mycket kär/Rosen och vinden - 1969
- Liza/Memphis Tennessee - 1969
- Oh! Carol/Memphis Tennessee - 1969
- Du är min nu/Nej, nej, nej, nej - 1969
- Vit som en orkidé/Du borde tänka... - 1970
- Jag vill ge dig allt/Livet är värt en sång - 1970
- Jag ser med andra ögon nu/Två så helt i de' blå - 1971
- Familjelycka/Som en sång som vi sjöng en gång - 1971
- Bara sol, inte ett enda moln/Hjälp mig ur min ensamhet - 1972
- Tänker var minut på dig/En plats med luft och ljus - 1973
- Vårt eget land/Kärlek har jag fått - 1973
- Den dagen du gick/En solig sönda' morron - 1973
- Telstar/Rock'n roll musik - 1974
- Vaccinet/TV-kväll - 1974
- Lev ditt liv så att du ingenting ångrar/Aja baja Anna-Maja - 1974
- Ommi-Damm-Damm/Ta och fråga ditt hjärta - 1976 (med Jimmy Andersson)
- Resa med Solen/Yes I Will I'll Be True to You - 1977
- Skateboard Queen/My Angel Annie - 1978
- Jul i vårt hus/Jul i vårt hus (instrumental) - 1989
- Anders & Britta/Du - 1989
- Drömsemestern/Om det faller en stjärna - 1990
- Ännu en härlig dag/Vandrar i ett regn (Always in the Rain) - 1991
- Som ett under (blev det sommar)/Min kärlekssång - 198?

### EP-skivor
- Thor Erics (Nu eller aldrig/En kärleksdesperado/Nu är julen här) - 1994
- Smakprov (Som om tiden stått still/En gammal god vän/Tusen små saker/Obotligt kär) - 1995

## Melodier på Svensktoppen
- Sju ensamma kvällar - 1966[1]
- Vit som en orkidé - 1970[2]

### Testades på Svensktoppen men missade listan
- Den sommaren då - 1997
- En gammal go' vän - 1997